# كالوس العليا (سررود الجنوبي)
کالوس العلیا (بالفارسية: کالوس علیا) هي قرية تقع في إيران في قسم سررود الجنوبي الريفي. يقدر عدد سكانها بـ 64 نسمة بحسب إحصاء 2016.